# Claudio de Castro Panoeiro
Claudio de Castro Panoeiro é um jurista e atual secretário nacional dos direitos da pessoa com deficiência, o advogado trabalha vinculado ao Ministério da Mulher, da Família e dos Direitos Humanos e foi empossado em 16 de setembro de 2021.
O jurista é doutor em “Estado de Direito e Governança global” pela Universidade de Salamanca, na Espanha, e mestre em “Estratégias Anticorrupção e Políticas de Integridade”, também pela Universidade de Salamanca. Advogado da União na Procuradoria Regional da União da 2ª Região desde 2005, ocupou, entre junho de 2020 e agosto de 2021, o cargo de Secretário Nacional de Justiça, órgão vinculado ao Ministério da Justiça e Segurança Pública.
Cláudio nasceu com uma doença autoimune e degenerativa da retina chamada retinose pigmentar. O problema começou a se manifestar quando ele ainda tinha dois anos de idade. Aos 17, Cláudio já não enxergava mais.
Ele estudou em uma escola convencional do Rio de Janeiro até os 10 anos. Em seguida, foi para o Instituto Benjamin Constant, onde aprendeu braile e ficou até o fim do ensino fundamental. Cursou o ensino médio no Colégio Pedro 2º e, em 1999, fez sua graduação em Direito na Universidade Federal do Rio de Janeiro.
O advogado afirma que a tecnologia foi um dos grandes instrumentos que o ajudaram a superar a falta de visão. Foi assim com o doutorado, conta. Enquanto produzia sua tese, utilizou programas de computador que transformam texto em áudio. “Minha tese é 99% em cima de livros eletrônicos”, diz.